# Miami-Air-Flug 293

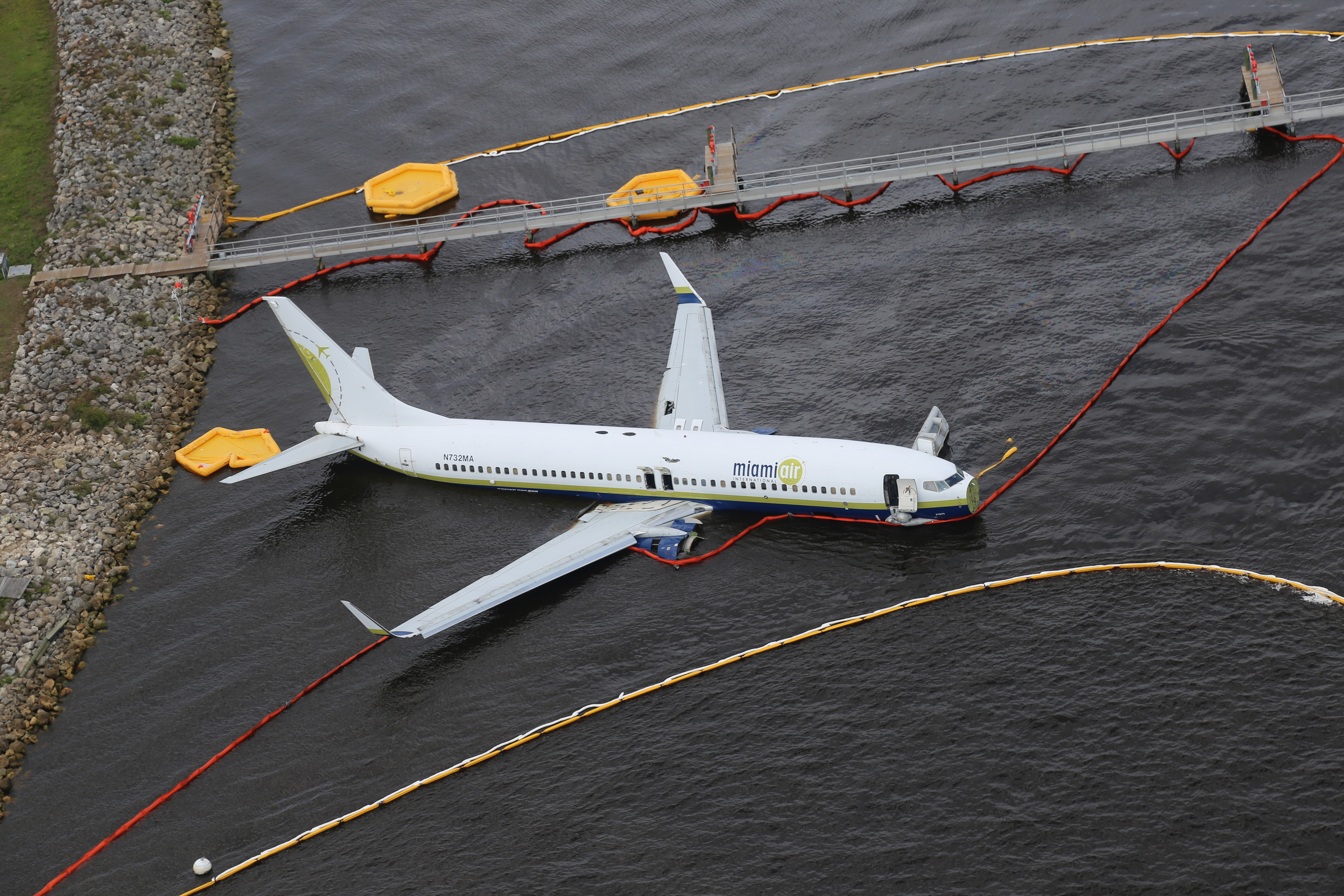
Das Flugzeug auf dem St. Johns River

Der Miami-Air-Flug 293 (Flugnummer:  LL293 bzw. BSK293) war ein Charterflug der US-amerikanischen Fluggesellschaft Miami Air International von Guantanamo Bay auf Kuba nach Jacksonville in Florida, bei dem am 3. Mai 2019 gegen 21:43 Uhr Ortszeit die eingesetzte Boeing 737-800 (Luftfahrzeugkennzeichen: N732MA) nach rechts von der Landebahn abkam, diese um rund 380 Meter überschoss, mit einem Deich kollidierte und im dahinter gelegenen St. Johns River zum Stehen kam. Dabei wurden 21 Passagiere (nach anderen Quellen: 22 Insassen) leicht verletzt; eine Person wurde in ein Krankenhaus gebracht. Zum Unfallzeitpunkt befand sich ein Gewitter über dem Flughafen. Das National Transportation Safety Board (NTSB) übernahm die Ermittlungen und schickte 16 Mitarbeiter an die Unfallstelle.
Die untere Hälfte des Flugzeugs war überflutet worden. Der Flugdatenschreiber wurde unbeschädigt ausgelesen, der Stimmenrekorder wurde am 7. Mai geborgen. Die Landebahn 10/28 war 2016 renoviert worden und besaß eine „Krone“, die die seitliche Ableitung von Regenwasser ermöglicht. Der Flughafen hatte ein RNAV-Anflugverfahren auf die von Miami-Air-Flug 293 genutzte Landebahn.
Am 5. Mai 2019 gab das NTSB auf einer Pressekonferenz bekannt, dass das Flugzeug mit einer angezeigten Geschwindigkeit von 163 Knoten (302 km/h, entspricht einer Geschwindigkeit von 178 Knoten bzw. 330 km/h über Grund) aufsetzte. Die Landeklappen waren auf 30 Grad ausgefahren, die Ground Spoiler (Störklappen, die automatisch nach der Landung ausfahren) folgten drei Sekunden nach dem Aufsetzen. Die Schubumkehr stand für das linke Triebwerk nicht zur Verfügung. Die Besatzung bat zunächst um einen Anflug auf die Landebahn 28, entschied sich später allerdings, auf der Bahn 10 zu landen; die zur Verfügung stehende Landestrecke auf dieser Bahn betrug jedoch nur 7800 Fuß (2377 m), 1200 ft (366 m) weniger als normalerweise möglich, da am Anfang dieser Bahn ein Fangseil (sog. Arrestor cable) zum Training von Piloten gespannt war, mit dem diese Landungen auf Flugzeugträgern üben.
Ende Mai veröffentlichte das NTSB eine weitere Pressemeldung, nach der die Anflugkontrolle den Piloten frühzeitig mitgeteilt habe, dass ein Unwetter über den Platz ziehe. Die Windrichtung zum Unfallzeitpunkt ließ eine Landung auf der Bahn 28 als sinnvoller erscheinen, jedoch informierte der Fluglotse des Flughafens Jacksonville die Besatzung, dass die Bahn 10 „besser aussähe“, worauf sich die Crew für diese Landebahn und in der Konsequenz eine Landung mit Rückenwind entschied. Das Flugzeug setzte etwa 490 Meter hinter der versetzten Schwelle und sechs Meter rechts von der Mittellinie auf, wurde dann auf diese Linie zurückgesteuert, bevor es wiederum die Mittellinie verließ, zunächst um etwa 23 Meter, um danach, etwa 1900 Meter hinter der Schwelle, die Bahn zu verlassen. Weiterhin gab das NTSB bekannt, dass es sich bei dem Flug nach Guantanamo und dem Unfallflug zurück um einen Streckenerfahrungsflug für den ersten Offizier gehandelt habe. Dieser habe zum Unfallzeitpunkt eine Flugerfahrung von 18 Stunden auf der Boeing 737 gehabt und 7500 Stunden insgesamt, der Kapitän kam ebenfalls auf 7500 Stunden total, davon 3000 Stunden auf Boeing 737.
Jeder Passagier sollte von der Fluggesellschaft eine Entschädigung in Höhe von 2500 US-Dollar erhalten.

## Untersuchung
Am 4. August 2021 veröffentlichte das NTSB seinen Abschlussbericht, der den Unfall auf das Fehlen von Ablaufrillen auf der Landebahn und Aquaplaning sowie auf mangelhaftes Bremsen zurückführte. Erschwerende Ursachen waren die unzureichenden Richtlinien der Fluggesellschaft zur Bewertung von Landebahnen, der versäumte Landeabbruch, zu hohe Aufsetzgeschwindigkeit, mangelnde Erfahrung des Ersten Offiziers mit großen Strahlflugzeugen und die verspätete Anwendung der Radbremsen. Allerdings vermerkte das NTSB, dass auch ohne alle diese Faktoren das Flugzeug bei den gegebenen Bedingungen nicht rechtzeitig zum Stehen gekommen wäre.